# Дубінкін Павло Семенович
Павло Семенович Дубінкін (1903, село Корноухове Костромської губернії, тепер Сокольського району Нижньогородської області, Російська Федерація — ?) — радянський діяч, 1-й секретар Сердобського районного комітету КПРС Пензенської області. Депутат Верховної Ради СРСР 3—4-го скликань (в 1951—1958 роках).

## Біографія
Народився в селянській родині. У 1915 році закінчив сільську школу.
З 1915 року працював пастухом, «хлопчиком» у купця із міста Пучежа, матросом землечерпальної машини в одному із річкових затонів Нижньогородської губернії. До 1925 року — голова артілі із виробництва цегли в селі Корноухове.
У 1925—1927 роках — в Червоній армії.
Член ВКП(б) з 1927 року.
У 1927—1929 роках — завідувач хат-читалень в селах Ловигинське і Боярське Пучезького району Іваново-Вознесенської губернії.
У 1929—1930 роках — слухач курсів керівних колгоспних керівників при ЦК ВКП(б).
У 1930—1940 роках — голова колгоспу «Зоря» села Беково; член правління Бековської районної колгоспспілки; завідувач Бековського районного земельного відділу; голова виконавчого комітету Бековської районної ради депутатів трудящих Пензенської області.
У 1940—1942 роках — 1-й секретар Бековського районного комітету ВКП(б) Пензенської області.
У 1942—1943 роках — 1-й секретар Нижньоломовського районного комітету ВКП(б) Пензенської області.
У 1943—1945 роках — в апараті Пензенського обласного комітету ВКП(б).
У 1945—1947 роках — слухач Вищої школи партійних організаторів при ЦК ВКП(б).
У 1947—1951 роках — заступник секретаря Пензенського обласного комітету ВКП(б) із тваринництва — завідувач відділу тваринництва Пензенського обласного комітету ВКП(б); завідувач сільськогосподарського відділу Пензенського обласного комітету ВКП(б).
З 1951 року — 1-й секретар Сердобського районного комітету ВКП(б) (КПРС) Пензенської області.
Подальша доля невідома.